# Actitis macularius
Il piro-piro macchiato (Actitis macularius, Linnaeus 1766) è un uccello della famiglia degli Scolopacidae.

## Sistematica
Actitis macularia ha una sottospecie:
- A. macularia rava

## Distribuzione e habitat
Questo piro-piro vive in tutto il Nord e Sud America e nei Caraibi. È di passo nell'Europa centro-occidentale e settentrionale, Italia compresa, in Groenlandia, Islanda, Turchia, Marocco, su alcune isole dell'Atlantico centro-settentrionale e su Hawaii e Isole Marshall.

## Galleria d'immagini

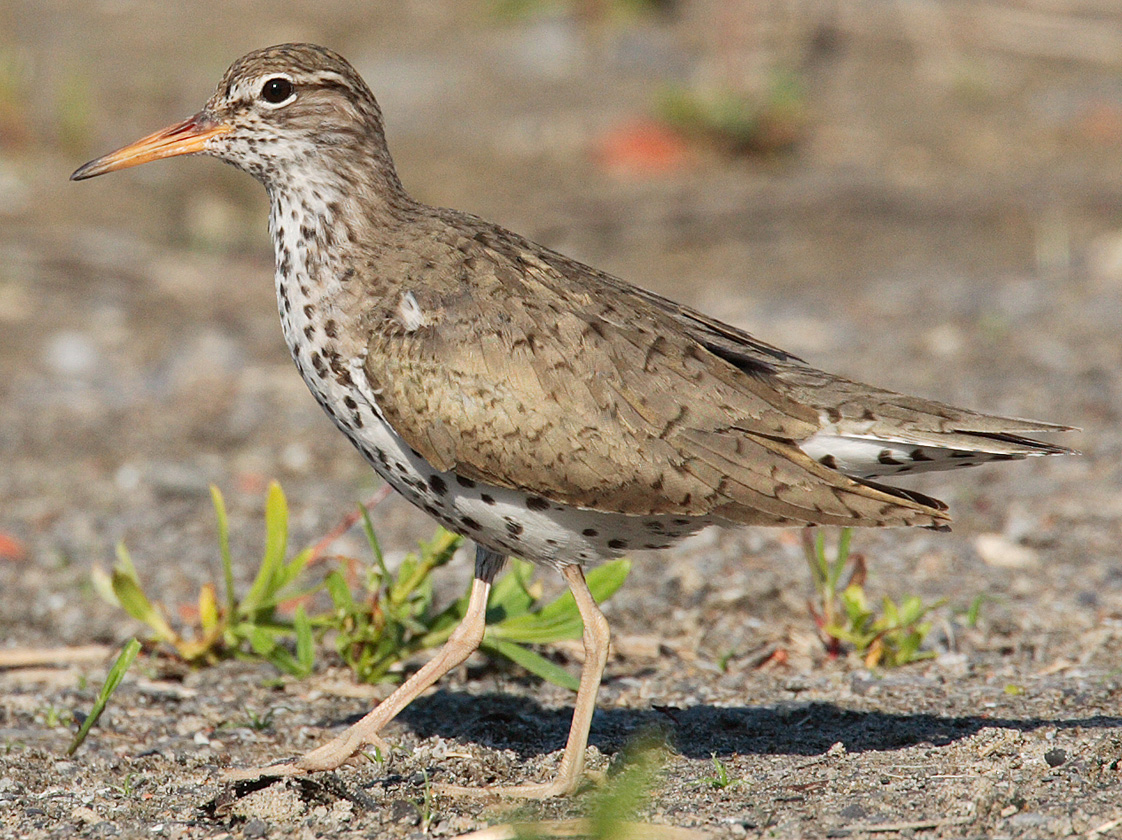
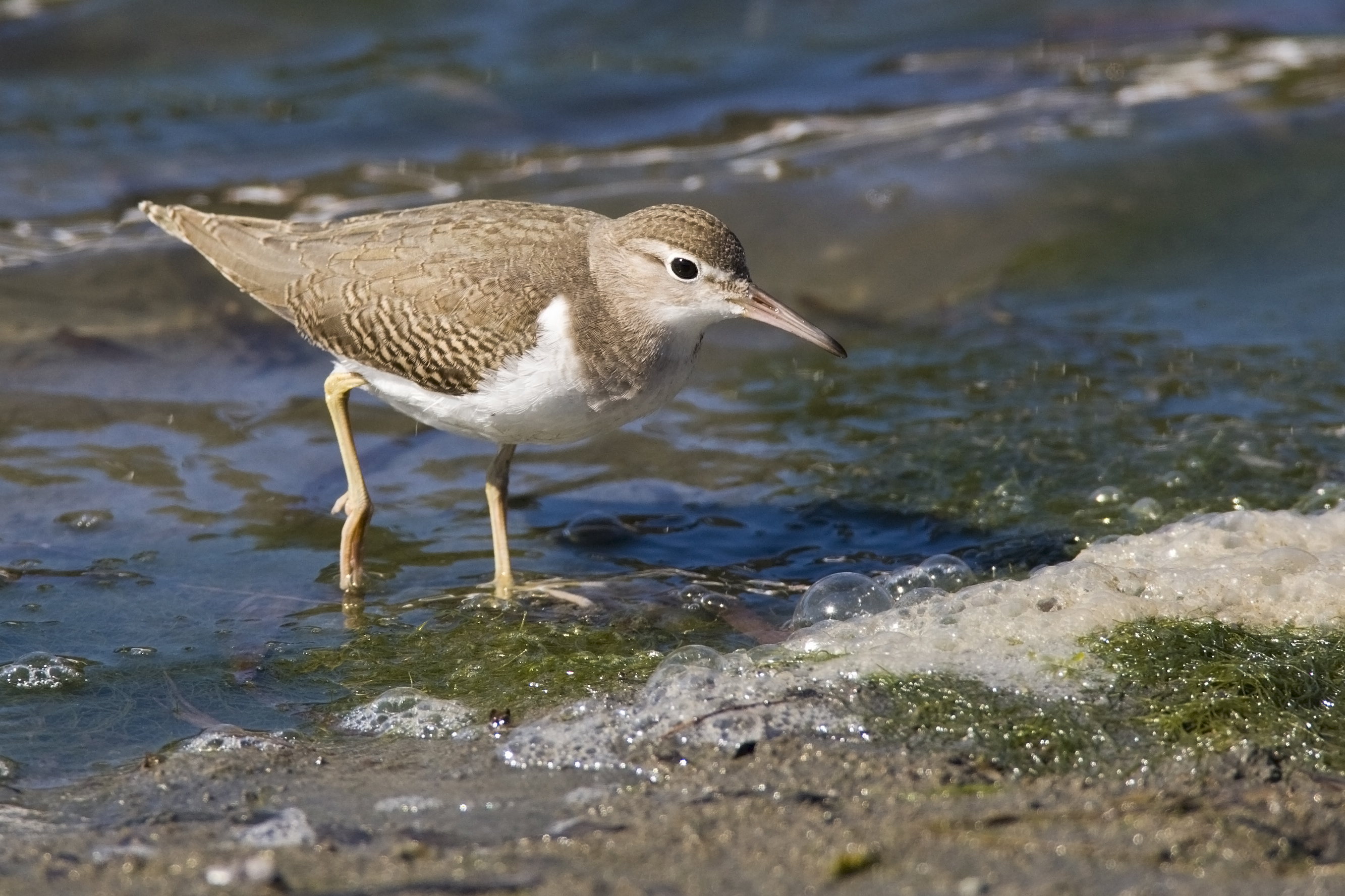
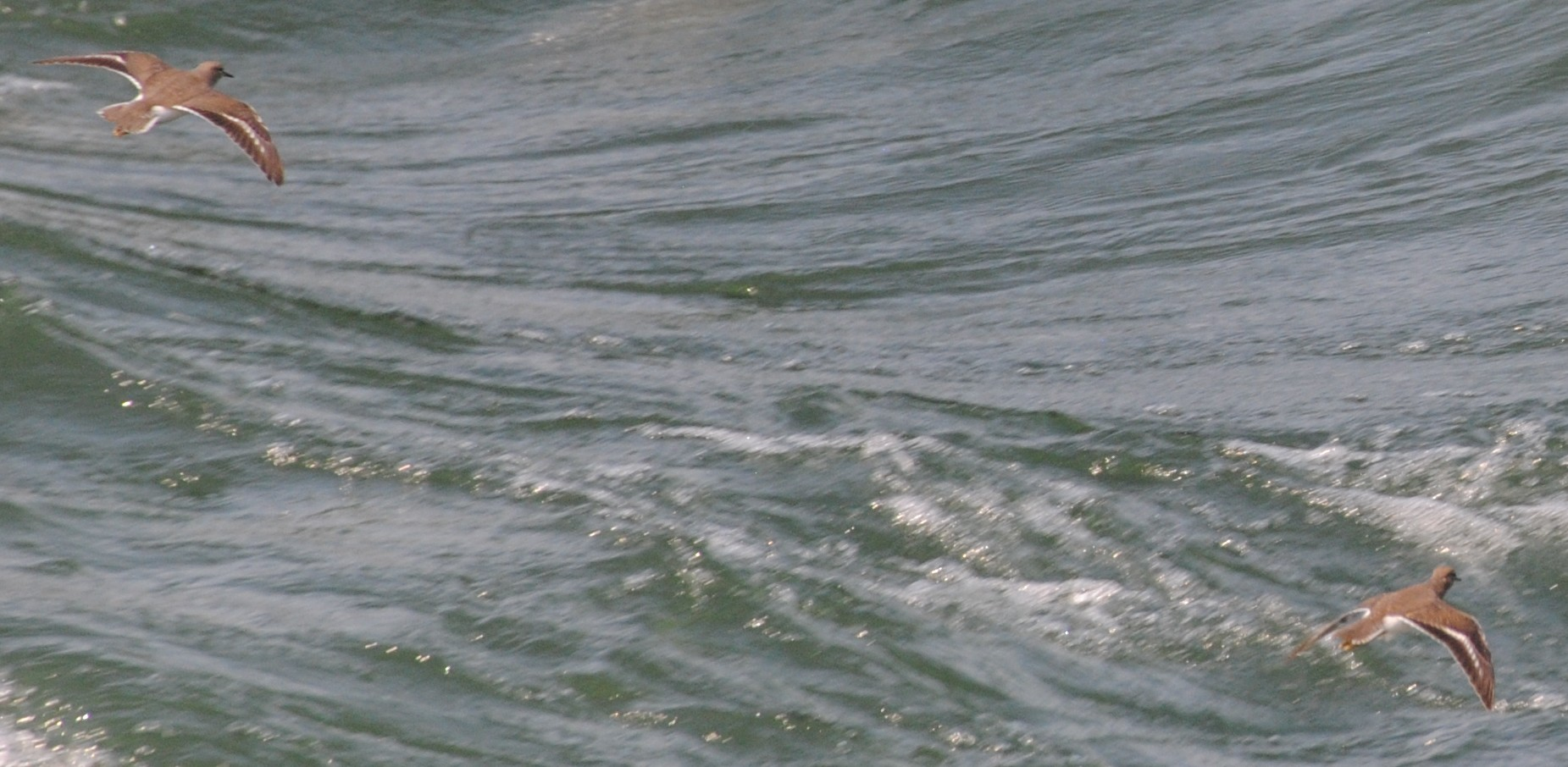
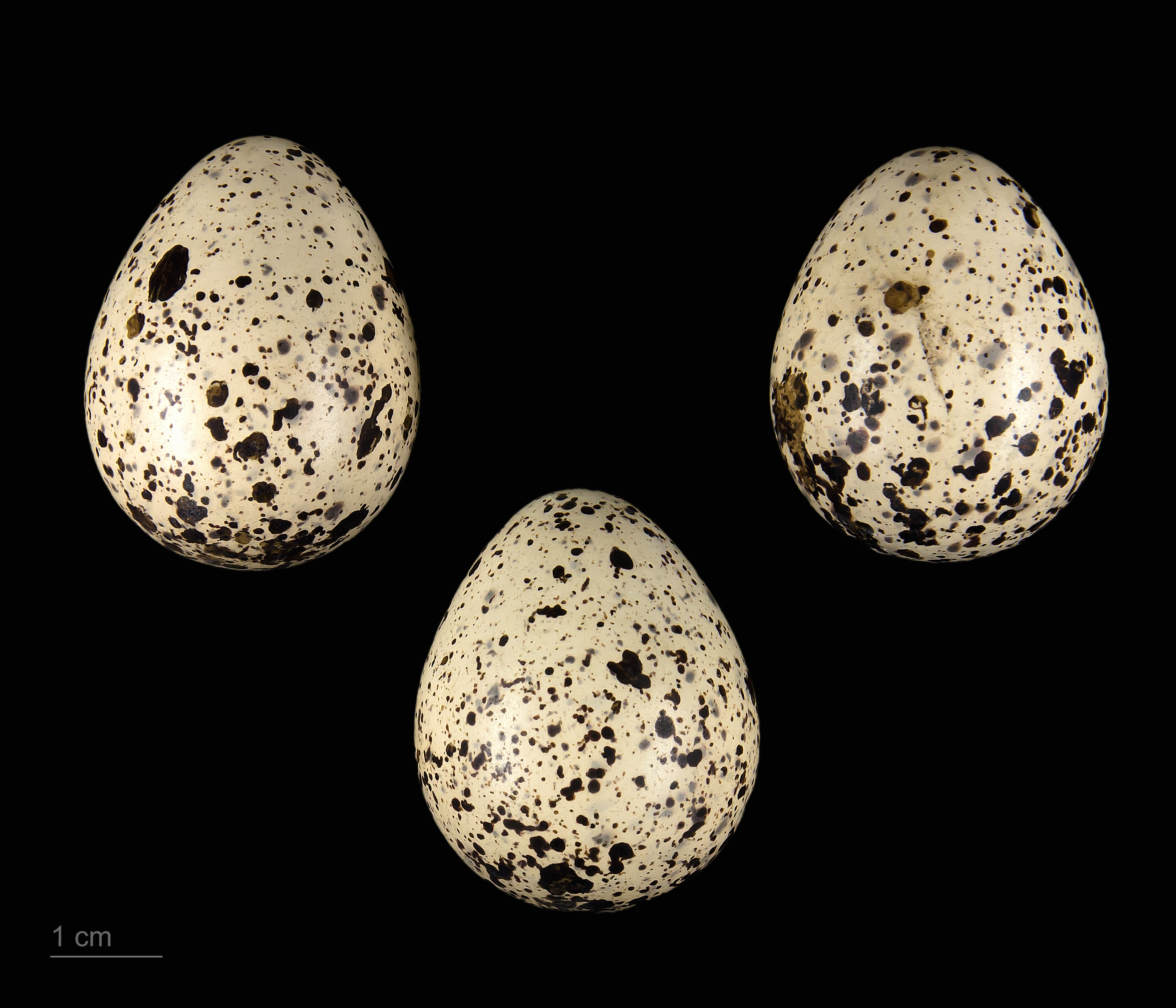
Museum specimen